# Монотонный оператор
Монотонный оператор — оператор, удовлетворяющий условию монотонности. Понятие монотонного оператора является обобщением понятия монотонной функции. Широко применяется в функциональном анализе при исследовании и приближённом решении краевых задач для дифференциальных уравнений с частными производными.

## Определение
Пусть {\displaystyle X} — линейное топологическое пространство, {\displaystyle u,v} — произвольные элементы {\displaystyle u,v\in X}.
Обозначим {\displaystyle \langle u,v\rangle } скалярное произведение элементов {\displaystyle u,v}, {\displaystyle \|.\|} — норма в пространстве {\displaystyle X}. Оператор {\displaystyle A\in (X\to X^{*})} называется:
- монотонным, если {\displaystyle \langle Au-Av,u-v\rangle \geqslant 0};
- строго монотонным, если {\displaystyle \langle Au-Av,u-v\rangle >0} для {\displaystyle u\neq v};
- d - монотонным, если {\displaystyle \langle Au-Av,u-v\rangle \geqslant (\alpha (\|u\|)-\alpha (\|v\|))(\|u\|-\|v\|)} для некоторой строго возрастающей функции {\displaystyle \alpha } на {\displaystyle \left[0,\infty \right)};
- равномерно монотонным, если {\displaystyle \langle Au-Av,u-v\rangle \geqslant \rho (\|u-v\|)} для некоторой строго возрастающей функции {\displaystyle \rho } на {\displaystyle \left[0,\infty \right)} с {\displaystyle \rho (0)=0};
- сильно монотонным (c постоянной монотонности m), если {\displaystyle \langle Au-Av,u-v\rangle \geqslant m\|u-v\|^{2}},  {\displaystyle m>0};
- радиально непрерывным, если при любых фиксированных {\displaystyle u,v\in X} вещественная функция {\displaystyle s\to \langle A(u+sv),v\rangle } непрерывна на {\displaystyle \left[0,1\right]};
- коэрцитивным, если существует определённая на {\displaystyle \left[0,\infty \right)} вещественная функция {\displaystyle \gamma } с {\displaystyle \lim _{s\to \infty }=+\infty }, такая, что {\displaystyle \langle Au,u\rangle \geqslant \gamma (\|u\|)\|u\|}.

Термин Монотонный оператор впервые ввел Вайнберг М. М.

## Основная теорема теории монотонных операторов
Пусть {\displaystyle A\in (X\to X^{*})} — радиально непрерывный монотонный коэрцитивный оператор. Тогда множество решений уравнения {\displaystyle Au=f} при любом {\displaystyle f\in X*} непусто, слабо замкнуто и выпукло.